# Phlebonema chrysotingens
Phlebonema là một fungal genus thuộc họ Agaricaceae. Đây là chi đơn loài, chứa một loài Phlebonema chrysotingens, described by Roger Heim năm 1929 from Madagascar. According to the Dictionary of the Fungi (10th edition, 2008), the placement of this little-known genus in the Agaricaceae is uncertain.